# تريفيل (كونيتيكت)
تريفيل (بالإنجليزية: Terryville, Connecticut)‏ هي أماكن مخصصة للتعداد تقع في الولايات المتحدة في مقاطعة ليتشفيلد (كونيتيكت). يقدر عدد سكانها بـ 5,387 نسمة .

## التركيبة السكانية
حدّد مكتب تعداد الولايات المتحدة بيانات التركيبة السكانية لتريفيل في تعداد الولايات المتحدة. في ما يلي، التركيبة السكانية حسب تعدادي 2000 و2010.

### تعداد عام 2000
بلغ عدد سكان تريفيل 5,360 نسمة بحسب تعداد عام 2000، وبلغ عدد الأسر 2,199 أسرة وعدد العائلات 1,460 عائلة مقيمة في المنطقة السكنية. في حين سجلت الكثافة السكانية 742.4 نسمة لكل كيلومتر مربع (1,922.8/ميل2). وبلغ عدد الوحدات السكنية 2,312 وحدة بمتوسط كثافة قدره 320.2 لكل كيلومتر مربع (829.3/ميل2).
وتوزع التركيب العرقي للمنطقة السكنية بنسبة 97.18% من البيض و0.86% من الأمريكيين الأفارقة و0.15% من الأمريكيين الأصليين و0.41% من الأمريكيين ذوي الأصول الآسيوية و0.30% من الأعراق الأخرى و1.10% من عرقين مختلطين أو أكثر و1.18% من الهسبانيون أو اللاتينيون من أي عرق.
بلغ عدد الأسر 2,199 أسرة كانت نسبة 34% منها لديها أطفال تحت سن الثامنة عشر تعيش معهم، وبلغت نسبة الأزواج القاطنين مع بعضهم البعض 51.3% من أصل المجموع الكلي للأسر، ونسبة 11% من الأسر كان لديها معيلات من الإناث دون وجود شريك، بينما كانت نسبة 4.1% من الأسر لديها معيلون من الذكور دون وجود شريكة وكانت نسبة 33.6% من غير العائلات. تألفت نسبة 28.9% من أصل جميع الأسر من عدة أفراد يعيشون في نفس المنزل ونسبة 11.7% كانت تتألف من شخص يعيش بمفرده يبلغ من العمر 65 عاماً أو أكثر. وبلغ متوسط حجم الأسرة المعيشية 2.43، أما متوسط حجم العائلات فبلغ 3.01.
بلغ العمر الوسطي للسكان 36.9 عاماً. وكانت نسبة 25.4% من القاطنين تحت سن الثامنة عشر، وكانت نسبة 6.9% بين الثامنة عشر والرابعة والعشرين عاماً، ونسبة 31.8% كانت واقعةً في الفئة العمرية ما بين الخامسة والعشرين والرابعة والأربعين عاماً، ونسبة 21% كانت ما بين الخامسة والأربعين والرابعة والستين، ونسبة 14.8% كانت ضمن فئة الخامسة والستين عاماً فما فوق. يوجد لكل 100 أنثى 96.7 ذكر، ويوجد لكل 100 أنثى في الثامنة عشر من عمرها فما فوق 94.3 ذكر.
بلغ متوسط دخل الأسرة في المنطقة السكنية 48,284 دولارًا، أما متوسط دخل العائلة فبلغ 58,713 دولارًا. وكان متوسط دخل الذكور 41,132 دولارًا مقابل 32,114 دولارًا للإناث. وسجل دخل الفرد الخاص بالمنطقة السكنية 22,202 دولارًا. وكانت نسبة 3.6% من العائلات ونسبة 4.8% من السكان تحت خط الفقر، وكان من هؤلاء نسبة 3.8% تحت سن الثامنة عشر ونسبة 5.8% في الخامسة والستين من العمر وما فوق.

### تعداد عام 2010
بلغ عدد سكان تريفيل 5,387 نسمة بحسب تعداد عام 2010، وبلغ عدد الأسر 2,222 أسرة وعدد العائلات 1,426 عائلة مقيمة في المنطقة السكنية. في حين سجلت الكثافة السكانية 746.1 نسمة لكل كيلومتر مربع (1,932.4/ميل2). وبلغ عدد الوحدات السكنية 2,406 وحدة بمتوسط كثافة قدره 333.2 لكل كيلومتر مربع (863.0/ميل2).
وتوزع التركيب العرقي للمنطقة السكنية بنسبة 95.08% من البيض و0.85% من الأمريكيين الأفارقة و0.26% من الأمريكيين الأصليين و1.13% من الأمريكيين ذوي الأصول الآسيوية و0.04% من سكان جزر المحيط الهادئ و0.80% من الأعراق الأخرى و1.84% من عرقين مختلطين أو أكثر و3.36% من الهسبانيون أو اللاتينيون من أي عرق.
بلغ عدد الأسر 2,222 أسرة كانت نسبة 30.6% منها لديها أطفال تحت سن الثامنة عشر تعيش معهم، وبلغت نسبة الأزواج القاطنين مع بعضهم البعض 48% من أصل المجموع الكلي للأسر، ونسبة 10.7% من الأسر كان لديها معيلات من الإناث دون وجود شريك، بينما كانت نسبة 5.4% من الأسر لديها معيلون من الذكور دون وجود شريكة وكانت نسبة 35.8% من غير العائلات. تألفت نسبة 28.2% من أصل جميع الأسر من عدة أفراد يعيشون في نفس المنزل ونسبة 11.3% كانت تتألف من شخص يعيش بمفرده يبلغ من العمر 65 عاماً أو أكثر. وبلغ متوسط حجم الأسرة المعيشية 2.42، أما متوسط حجم العائلات فبلغ 2.97.
بلغ العمر الوسطي للسكان 40.6 عاماً. وكانت نسبة 21.8% من القاطنين تحت سن الثامنة عشر، وكانت نسبة 8.4% بين الثامنة عشر والرابعة والعشرين عاماً، ونسبة 26.4% كانت واقعةً في الفئة العمرية ما بين الخامسة والعشرين والرابعة والأربعين عاماً، ونسبة 30.8% كانت ما بين الخامسة والأربعين والرابعة والستين، ونسبة 12.6% كانت ضمن فئة الخامسة والستين عاماً فما فوق. وتوزع التركيب الجنسي للسكان بنسبة 48.8% ذكور و51.2% إناث.

## أعلام
- بيت أبلتون
- تيد ونايت
- كارثة جين